# Сейварин, Чарльз
Чарльз Анджело Сейварин (англ. Charles Angelo Savarin; род. 2 октября 1943, Портсмут, Сент-Джон) — ведущий политик Доминики, член Лейбористской партии Доминики и делегат в Доминиканском парламенте. Долгое время был руководителем ряда министерств, в частности аппарата национальной безопасности, затем иммиграции, после труда и государственной службы.

## Политическая жизнь
После распада правительства Джона Патрика, в котором Чарльз играл ключевую роль, Сейварин стал председателем Комитета национального спасения и безопасности (КНС). Этому политическому органу было поручено осуществлять контроль над мирным переходом всех государственных учреждений под управление Временного правительства.
В 1980 году Сейварин, после неудачных для себя выборов и проигрышу Доминикской партии свободы разницей 405 голосов парламента за Чарльза Сейварина и 531 голос за Майкла Дугласа, пытается оспорить избрание нового президента, но получает отказ в конституционной жалобе.
В 1983 году Саварин назначается руководителем канцелярии премьер-министра, где руководит решением насущных вопросов торговли, промышленности и туризма.
В 1986 году Чарльз назначается Послом и Постоянным представителем при Европейском Союзе. В то же время, он служит неформальным представителем послов некоторых африканских, карибских и тихоокеанских государств. Его полномочия истекают в 1993 году и Саварин, вернувшись на Доминику, становится генеральным директором Национальной корпорации развития (NDC). Вскоре, Саварин участвует и в следующих выборах, но опять проигрывает Партии свободы и её представителю Брайана Аллейну и вновь пытается оспорить результаты выборов, что также не приводит к положительному результату. Вместе с тем, Чарльз вскоре побеждает на выборах в избирательном округе Roso Central разницей 1013 парламентских голосов против 759 его основного конкурента, и становится главной местного отделения партии. В субботу, 20 апреля 1996 года, Саварин получает 86 из 107 голосов на Генеральном совете партии и становится координатором оппозиционного движения до 2007 года, когда после растущей критики в его адрес, ему приходится уйти в отставку.
Во время своего первого срока на посту управителя округа Roso Central, Саварин выступает за «равные образовательные и ученические возможности» для детей избирательного округа, независимо от регалий и социального статуса их родителей. Он был вновь избран в качестве члена парламента и управленца округа Roso в 2000 году на Всеобщих выборах, но на этот раз с более низким перевесом. Вскоре Саварин также вступает в коалицию договорённости с руководством Лейбористской партии Доминики и фактически с этого момента становится и её членом.
В то же время, Чарльз Саварин становится министром туризма, а его наставник и сторонник по партии и по политическим взглядам Пьер Шарль назначается премьер-министром. Он же вносит под опеку Саварина развитие Министерства предпринимательства и государственной службы.
Саварин в свою очередь становится ярым защитником и поклонником правительства Шарля и нередко заменяет его во множественные периоды отъездов Пьера за границу и командировок по стране. За свои старания Чарльз на некоторое время был назначен и председателем кабинета подкомитета по экономике. Это поставило его в авангарде обсуждений и переговоров с Международным валютным фондом и другими учреждениями-донорами доминиканской экономики. Саварин становится также и одним из основных докладчиков на заседаниях правительства об информирования общественности о серьёзных трудностях, стоящих перед экономикой.
После смерти Пьера Шарля, 6 января 2004 года, Сейварин остаётся министром туризма, но после избрания Рузвельта Скеррита преемником Шарля, лишается остальных постов и министерств. Тем временем, Доминикская партия свободы продолжает снижать избирательные показатели и уже в 2005 году не выигрывает ни одного места в парламенте. Саварин, однако, номинально остаётся в рядах обеих партий, за что вскоре, деятельными организациями коалиции, вознаграждается должностью министра иностранных дел, торговли и труда. А в 2008 году, Чарльз Саварин после перестановки в кабинете министров был сделан министром коммунального хозяйства, портов и государственной службы.
Саварин, как член Лейбористской партии сыграл важную роль и в общественной кампании в 2009 году в ходе Всеобщих выборов. Он, наряду с прокурором Энтони Астапхан и политиком Эдди Ламбертом, стал одним из организаторов популярного политическо-экономического шоу в ночное время. Саварин также был известен своими навыками ораторского искусства с трибуны, причём не только в ходе общественных и уличных дебатов, но и в парламенте и правительстве.
30 сентября 2013 года, Сейварин уже не менее чем в пятый раз стал выдвиженцем на пост президента Доминики и после непродолжительной избирательной гонки становится восьмым главенствующим лицом страны. Он был избран Парламентом 8-м президентом Доминики, а уже 1 октября принёс присягу и официально вступил в свою должность.

## Организатор профсоюзов
Служа в качестве генерального секретаря по делам государственной службы (CSA) в течение почти двух десятилетий и практически в одиночку организовывая государственных служащих, Сейварин не преминул создать один из самых мощных профсоюз в Доминике. Чарльз и сам вступил в созданный профсоюз и на протяжении последних сорока лет исправно защищал права рабочего и среднего класса. Сам Сейварин получил всенародное признание в ходе двух забастовок и акций о повышении налогов и понижении заработных плат. Но проправительственная работа Саварина заставляла его идти и на разгон подобных, а иногда и прямо организованных его профсоюзом демонстраций. Так, во время общественных акций протеста органов и специалистов сферы обслуживания против намерений правительства более чем в 5 % снизить зарплату в 2003 году, Саварин был частью политиком, выступавших в защиту действий правительства. Это усугубило проблемы лидерства Саварина в профсоюзах Доминики и послужило угрозе пожизненного отзыва членства Саварина в Союзе. Наибольшую известность в мире Саварин, как деятель профсоюза вызвал, в ходе двух забастовок демонстрантов против американской агрессии и неоколонизации, а также нацеленности правительства на защиту среднего класса, в укор рабочему.

## Скандалы в СМИ
Чарльзу Сейварину не привыкать к скандалам.

В 2003 году в качестве исполняющего обязанности премьер-министра Саварин объявил планы на совместной постройке с иностранной компанией нефтеперерабатывающего завода в Касл-Брюс. Однако попытки в средствах массовой информации связаться с этой компанией ни к чему не привели, а последующие многократные попытки лишь обрабатывались автоответчиком, что поставило перед выводом, что сама компания — лишь фикция.

В 2010 году, Сейварин вызвал настоящий переполох, когда призвал к бойкоту местных бизнес-компаний, принадлежащих Джерри Брисбену, а на него самого была написана жалоба в мировую экономическую инстанцию. Брисбен, в свою очередь написал ходатайство в правительстве об отстранении Саварина от должности. Петиция, которая хотя была представлена премьер-министру Скеррит, всё же не дала никаких результатов.